# バリ島爆弾テロ事件 (2005年)
2005年バリ島爆弾テロ事件（2005ねんバリとうばくだんテロじけん）は、2005年10月1日、インドネシアのバリ島南部、デンパサール国際空港に近い国際的な観光地クタとジンバラン・ビーチにある3軒の飲食店で発生した爆弾テロ事件。死者は容疑者3人を含む23人。
発生した時刻は現地時間午後6時45分 (UTC10:45) から8時 (UTC12:00) まで報道により幅がある。それぞれの爆発は6分間隔で起きたという報道もある。

## 爆発
爆破時刻は現地時間、AP通信の報道による。
- 午後7:40 (UTC11:40) ジンバラン・ビーチのメネガ(Menega)・シーフードレストランが爆発。
- 午後7:41 (UTC11:41) フォーシーズンズ・リゾート・バリ・アット ジンバラン・ベイの付近にあるシーフードレストラン、ニョマン(Nyoman)・カフェで爆発。
- 午後7:45 (UTC11:45) クタ、クタ・タウン・スクエアにある3階建てのヌードルとステーキのレストラン、ラジャズ・バー・アンド・レストランで爆発。爆発の様子は撮影されており、これには自爆したとされる黒い服とバックパックを身に着けた男が映っている。

## 被害者
| 2005年10月1日のバリ島爆発事件死傷者 |      |      |              |
| 国籍                                | 死亡 | 負傷 | 出典         |
| インドネシア                        | 15   | 68   | [ 1 ]        |
| オーストラリア                      | 4    | 19   | [ 2 ] [ 3 ]  |
| 日本                                | 1    | 4    | [ 4 ]        |
| 大韓民国                            | -    | 8    | [ 5 ]        |
| アメリカ                            | -    | 6    | [ 6 ] [ 7 ]  |
| カナダ                              | -    | 3    | [ 6 ]        |
| イギリス                            | -    | 1    | [ 8 ]        |
| 身元不明                            | -    | 20   |              |
| 合計                                | 20*  | 129  | [ 9 ] [ 10 ] |
| * 容疑者3人を除く                   |      |      |              |

## 捜査
インドネシア対テロ担当官によると、自爆した者は3名で、彼らの胴体部分は粉々になっていたが、頭部は傷などがあるものの元の状態を保っていた。現場では他に自爆した者のものとみられる脚やバックパックなども発見されている。自爆した者は爆発物の入ったベルト状のものを身に着けていたとされ、これには威力を高めるためのボールベアリングが含まれていた。ボールベアリングは被害者の体内にあるのがレントゲンで確認されている。インドネシアはこの自爆した者の頭部の写真を公開して身元を捜査している。ジェマ・イスラミアの犯行と見られている。

## 各国の対応
- インドネシア大統領スシロ・バンバン・ユドヨノはこれを恐ろしい行為だとして非難。インドネシア法務治安担当ー政治調整大臣Widodo、国家情報庁長官Syamsir Siregar警察長官Sutantoはその日のうちに現地に入った。大統領は2日、事件現場と被害者が収容されているサングラ病院を訪れた。
- 事件後インドネシア、オーストラリアとフィリピンは最高レベルの警戒体制を敷いた。
- オーストラリアは自爆した者や被害者の身元確認などの捜査のため、30人以上の連邦警察の災害犠牲者身元確認チームを派遣した。
- 日本の警察庁は国際テロリズム緊急展開班（TRT-2）を派遣し、情報収集にあたった。